# 현주일구와 천평일구
현주일구와 천평일구(懸珠日晷－天平日晷)는 휴대용 해시계의 이름들이다. 시표(時標)와 시반(時盤)이 수직되게 하기 위하여 기둥에 추(錘)를 매달아 십자(十字)의 중심에 걸리게 하고, 남북을 정하기 위하여 지남침(指南針)을 두었으며 시표는 세선(細線)이 3각형을 이루어 접을 수 있게 하였다. 천평일구는 현주일구에서 현주장치를 빼고 수평을 위한 원지(圓池)를 하나 더 두었다는 점이 다르다. 여기서 보이는 3각형의 시표는 중세 아라비아의 영향에 의한 것으로 생각된다.

## 현주일구

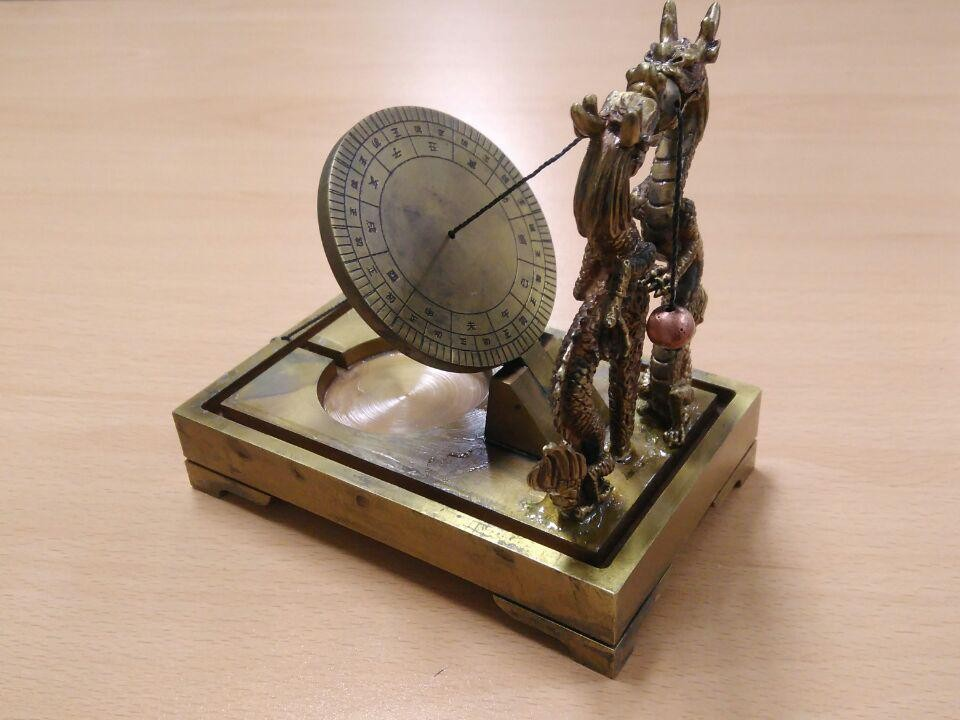
한국천문연구원에서 복원한 실제 작동하는 1:1 사이즈 현주일구 모형.

현주일구(懸珠日晷)는 세종14년 (1432)에 세종이 예문관 제학 정인지에게 재재학 정초와 함께 천문의기를 만들록 명하여 세종 19년 (1437)에 만들어진 해시계로 추측된다. 그렇지만 이 이전에 만들어졌을 가능성도 배재할 수는 없다. 현주일구는 원나라 시대의 천문학자인 곽수경이 만든 천문의기의 영향과 전통을 이어 받았지만 중국에서는 찾아볼 수 없는 매우 독창적인 해시계이다. 중국에 관련 기록이 전혀 없다보니 구조를 파악하기 어렵다는 특징이 있다.

## 구조 및 원리
현주일구는 특이하게 사격형의 휴대용해시계로 받침대의 크기가 6촌 3푼밖에 되지 않는다. 수평을 구하기 위해 추를 늘어뜨리는 기둥이 받침대 북쪽에 세워져있고, 받침대 남쪽에 못을 파 놓았다. 받침대 북쪽에는 십자를 그려 놓고 기둥머리에 추를 달아 십자와 맞닿게 하였다. 북쪽 기둥에는 둥근 원반 모양의 시반(時盤)이 적도면을 기준으로 비스듬히 기둥에 박혀있다. 시반 중심 한가운데에 지름이 3촌 2푼인 작은 원을 그려 100각을 표시해 두었다. 시반의 양면에는 눈금이 새겨져 있는데, 한면은 춘분에서 추분까지 또 다른 면은 추분에서 춘분까지 사이에 사용한 것이다. 이 시반에는 3개의 원이 있는데, 가장 안쪽의 원에는 자(子)에서 해(亥)까지 十二時를 표기했고, 가운데 원은 그 반인 24선으로, 그리고 가장 바깥쪽 원은 1刻(15分)을 표시한 4개의 선이 등간격으로 표시되어 있지만 첫 선 앞에는 또 다른 선이 초각(初刻) 앞에 4등분한 간격의 1/4 정도 떨어져 있다. 이 마지막 선은 계절에 따른 시간 조절을 위한 것으로 보인다. 시반 가운데에는 구멍이 뚫려 있고, 이 구멍에 실을 관통해 위로는 기둥의 꼭대기에 연결하고 아래로는 받침대의 남쪽에 연결한다. 이 실이 바로 영침(影針)으로 그 그림자를 시반에서 읽어 시각을 잰다.

## 갤러리

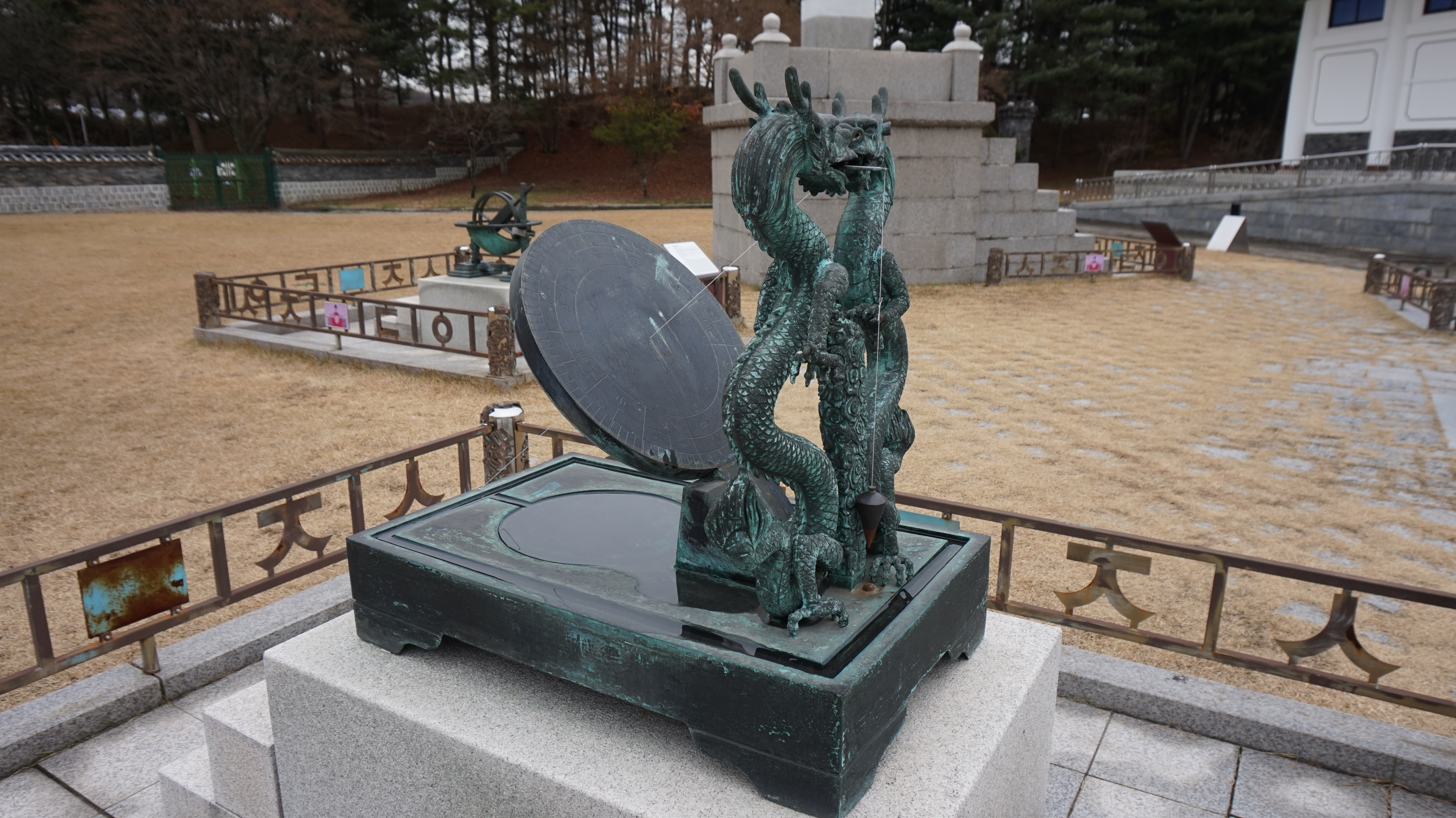
현주일구
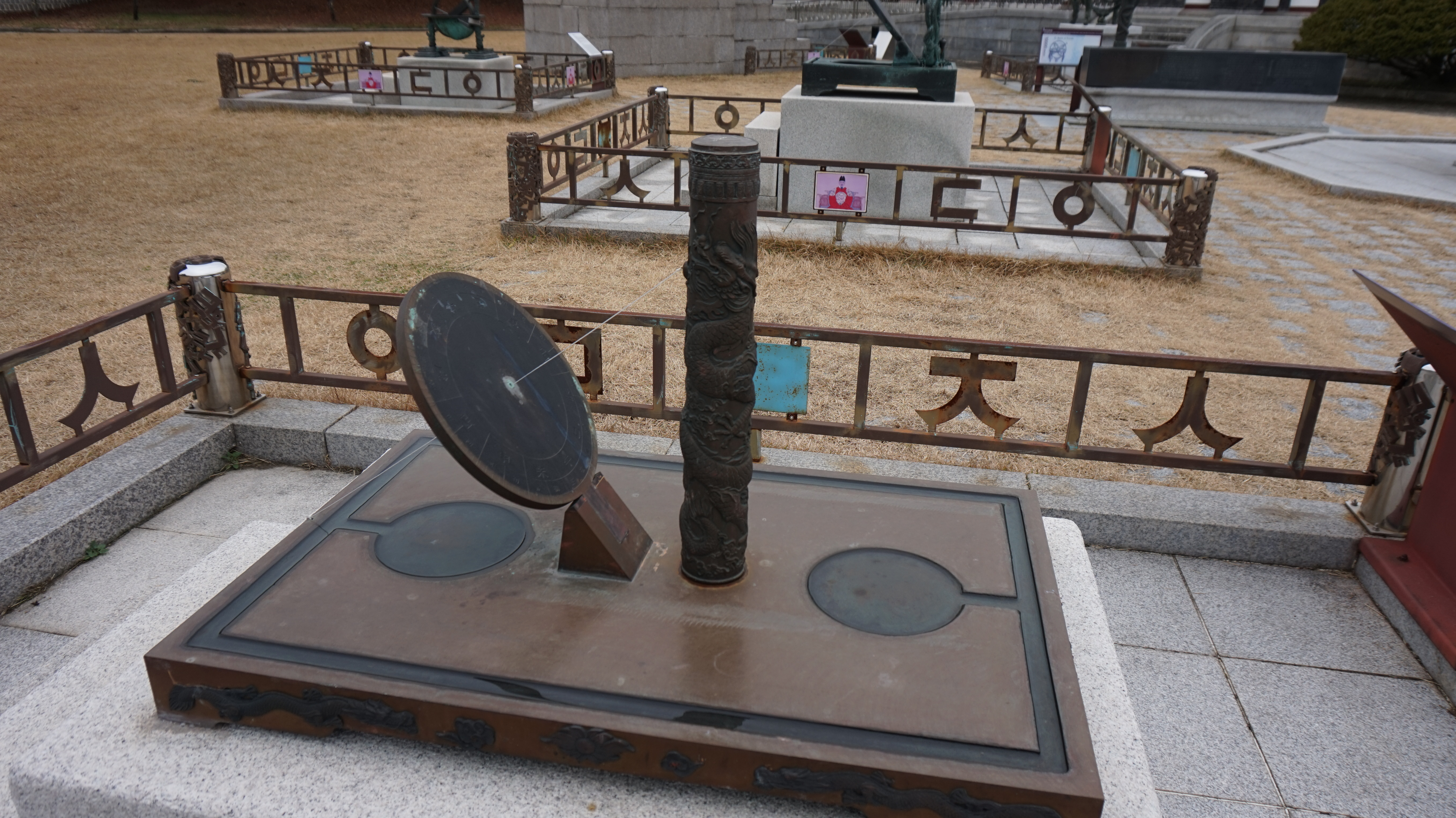
천평일구